# Nolviks kile
Nolviks kile is een plaats in de gemeente Göteborg in het landschap Bohuslän en de provincie Västra Götalands län in Zweden. De plaats heeft 151 inwoners (2005) en een oppervlakte van 14 hectare. De plaats ligt direct aan een baai van het Kattegat. In het noorden grenst de plaats aan bos en in het zuiden aan landbouwgrond. De stad Göteborg ligt op ongeveer tien kilometer van de plaats.